# Скорук (футбольний клуб)
Футбольний клуб «Скорук» — український футбольний клуб з смт Томаківка Дніпропетровської області, заснований у травні 2000 року.
Виступав у Чемпіонаті та Кубку Дніпропетровської області. Домашні матчі приймав на стадіоні «Колос» імені Анатолія Скорука у Томаківці.
У період виступів у Чемпіонаті та Кубку України серед аматорів став грати домашні матчі на стадіоні «Олімпійські резерви» в м. Дніпро.
24 червня 2021 року клуб отримав статус професійного і в сезоні 2021/22 дебютував у Другій лізі чемпіонату України. Домашні ігри проводив на стадіоні «Електрометалург» у Нікополі.
У сезоні 2022/23 виступав у Першій лізі чемпіонату України. Через повномасштабне російське вторгнення в Україну приймав домашні матчі на Центральному стадіоні в Умані.
15 травня 2023 року клуб заявив про те, що доросла команда клубу в сезоні 2023/24 не братиме участі в змаганнях через збитки, які поніс аграрний бізнес власників клубу внаслідок підриву Росією Каховської ГЕС. При цьому ДЮСШ «Скорук» продовжує існувати та брати участь у ДЮФЛУ та Дитячо-юнацькій футбольній лізі Дніпропетровської області.

## Досягнення
Чемпіонат Дніпропетровської області:
- Золото: 2019, 2020/21
- Срібло: 2018
- Бронза: 2015, 2016

Кубок Дніпропетровської області:
- Переможець: 2020/21
- Фіналіст: 2018, 2019.

Зимовий чемпіонат Дніпропетровської області (Кубок Миколи Кудрицького):
- Золото: 2020, 2021
- Срібло: 2018
- Бронза: 2019